# Union Kleinmünchen Linz
Die Union Kleinmünchen Linz ist ein Frauen-Fußballverein aus dem Stadtteil Kleinmünchen der oberösterreichischen Landeshauptstadt Linz in Österreich und trägt die Vereinsfarben Rot-Weiß.

## Geschichte

### Gründungsgeschichte

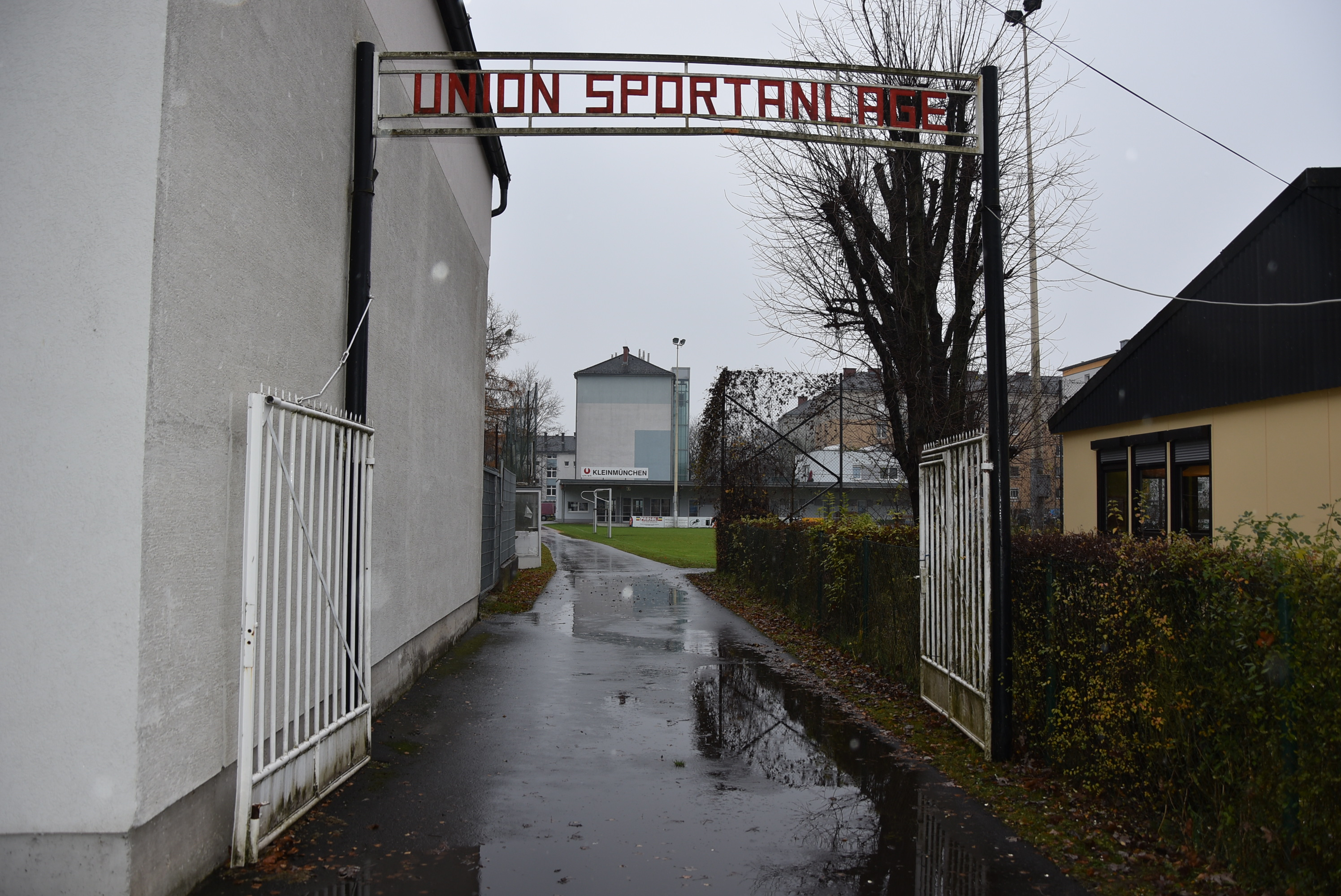
Tor zur Sportanlage Kleinmünchen (2017)

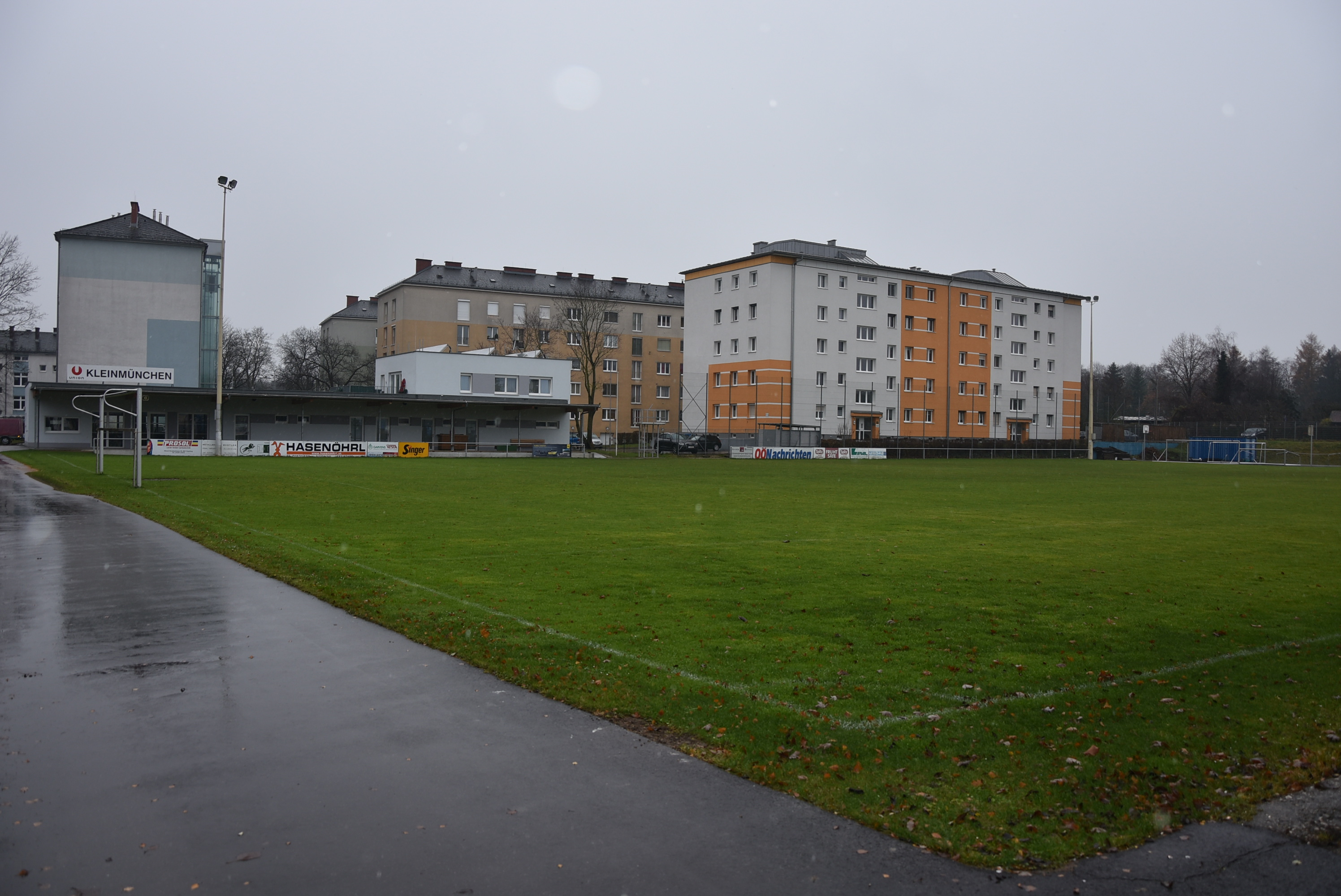
Sportanlage Kleinmünchen (2017)

Der Verein wurde 1980 mit Spielerinnen von acht oberösterreichischen Vereinen gegründet und stieg sofort in die oberste Frauenspielklasse in Österreich ein. Das erste Spiel gegen den SV Aspern Herzer wurde am 14. September 1980 klar mit 4:2 gewonnen und damit der Grundstein für den Erfolg des Linzer Vereins gelegt. Mittlerweile ist der Frauenfußball in Österreich untrennbar mit der Union Kleinmünchen verbunden. Seit 1980/81 spielen die Linzerinnen 26 Saisonen durchgehend in der ersten Liga und gewannen dabei insgesamt acht Meistertitel, sechs Cupsiegen und einen Supercupsieg. Zusätzlich wurde man siebenmal Vizemeister und lag nur ein einziges Mal in der Vereinsgeschichte in der Endwertung nicht unter den besten fünf Mannschaften.

### Bundesliga
Die ersten Jahre in der Frauen-Bundesliga musste zwar noch Lehrgeld bezahlt werden, doch bereits in der Saison 1984/85 spielten die Oberösterreicherinnen um den Meistertitel mit. Vorerst reichte es nur für den dritten Rang, doch schon von 1987 bis 1989 wurde dreimal in Folge der Vizemeistertitel nach Linz geholt. In den 1990er Jahren wurde der Verein zum Aushängeschild des österreichischen Frauenfußballs. Mit Ausnahme der Saisonen 1994/95 und 1996/97, wo jeweils der 2. Platz hinter dem USC Landhaus Wien erspielt wurde, eroberten die Linzerinnen alle Meistertitel der Frauenbundesliga in diesem Jahrzehnt. Diese acht Meistertitel machten die Union Kleinmünchen Linz zunächst zum zweiterfolgreichsten Verein in der ewigen Wertung der österreichischen Frauenfußballmeister. In den letzten Jahren vollzog die Mannschaft durch viele Abgänge einen Generationswechsel und konnte nicht an die bisherigen Leistungen anschließen. Ein gutes Zeichen für eine erfolgreiche Zukunft setzten die Spielerinnen aber mit dem überraschenden zweiten Platz in der Saison 2004/05. 2008 musste aber der Abstieg aus der höchsten Spielklasse in Kauf genommen werden. Zwei Jahre später schafften aber die Linzerinnen wieder den Aufstieg. 2019 stieg man wieder in die 2. Liga ab.

### Spielgemeinschaft mit Blau-Weiß Linz
2021 starte man eine Spielgemeinschaft mit dem FC Blau-Weiß Linz. 2022 wurde wieder der Aufstieg in die Bundesliga erreicht.

### Pokal und Supercup
Union Kleinmünchen erreichte bisher neunmal das Finale im ÖFB-Cup und konnte das Endspiel dabei sechsmal für sich entscheiden. Den höchsten Finalerfolge feierten die Oberösterreicherinnen 1999 mit einem 6:0-Erfolg gegen USC Landhaus Wien. Die höchste Niederlage im Pokalendspiel setzte es hingegen ebenfalls gegen den USC Landhaus und zwar im Jahr 2001 mit 1:10. Die Linzerinnen revanchierten sich jedoch umgehend im erstmals ausgetragenen Spiel um den Supercup 2001 und blieben gegen den USC Landhaus dabei mit 1:0 erfolgreich.
Alle gewonnenen Pokalfinali:
- 1991 Union Kleinmünchen – USC Landhaus Wien 3:2
- 1993 Union Kleinmünchen – DFC Heidenreichstein 2:0
- 1995 Union Kleinmünchen – DFC Heidenreichstein 1:0
- 1996 Union Kleinmünchen – Innsbrucker AC 2:0
- 1998 Union Kleinmünchen – SV Neulengbach 3:1
- 1999 Union Kleinmünchen – USC Landhaus Wien 6:0

Die verlorenen Pokalfinali:
- 1997 Union Kleinmünchen – USC Landhaus Wien 2:3
- 2001 Union Kleinmünchen – USC Landhaus Wien 1:10
- 2003 Union Kleinmünchen – SV Neulengbach 1:5

## Bekannte Spielerinnen
Union Kleinmünchen brachte zahlreiche bekannte Spielerinnen, darunter auch viele Nationalspielerinnen hervor. Hervorzuheben ist Gertrud Stallinger, die 56-mal ins Nationalteam einberufen wurde und mit 30 Toren Platz 3 der ewigen Torschützinnen-Liste im A-Team hält. Als Spielerin war sie viele Jahre für Kleinmünchen und vier Jahre für die Frauenmannschaft des FC Bayern München aktiv. Die erste Nationalteamspielerin des Vereins war mit Rosa Wimmer die Siegerin der Wahl zur Fußballerin des Jahres 1985. Ebenfalls erwähnenswert sind die oftmaligen Nationalteamspielerinnen Iris Seibezeder und Maria Kastner. Letztere wurde 1986 zur Fußballerin des Jahres gekürt. Aber natürlich ebenso nicht zum Vergessen sind Laura Wienroither (FC Arsenal) und Lisa Kolb (SC Freiburg).

## Bisherige Trainer
- 1980 Alois Mitterndorfer
- 1981–1983 Walter Luger
- 1983–1989 Egon Lueger
- 1989–1991 Walter Luger
- 1991–1994 Mustafa Güngör
- 1994 Gerhard Fuchsjäger
- 1995–2000 Johann Mach
- 2000–2002 Ernst Buchberger
- 2002–2005 Christian Schörgenhuber
- 2005–2006 Gertrud Stallinger
- 2006–2007 Wolfgang Simoner
- 2007 Judith Riederer
- 2007–2010 Andy Gerard, Gerald Reindl
- 2011–2012 Gerald Reindl, Wolfgang Zeilinger
- 2013–2014 Gerald Dickinger-Neuwirth, Wolfgang Zeilinger
- 2014–2023 Gerald Reindl, Martin Stimmer
- 2023–2024 Adis Besic, Christian Sterrer
- seit 2024 Stefan Unterberger, Christoph Goetzinger

## Nachwuchs-Mannschaft
1987 gründete Union Kleinmünchen für die jungen Spielerinnen eine 1b-Mannschaft die in der Oberösterreichischen Landesliga eingesetzt wurde. Bereits 1991 konnten die Nachwuchskickerinnen den Landesmeistertitel für sich entscheiden. 1992 konnte der Erfolg wiederholt werden, bis zum dritten Titel mussten die Linzerinnen dann bis 1997 warten, dafür konnte der Titel dann bis 2000 viermal in Folge errungen werden. 2001 stiegen die Nachwuchsspielerinnen in die 2. Division Mitte ein und belegten den vierten Rang. Im selben Jahr feierten die Linzerinnen auch überraschend den oberösterreichischen Pokalsieg. 2002 erreichte die 1b-Mannschaft in der 2. Division Mitte den sechsten Platz. Auf Grund einiger Abgänge, entschloss sich der Verein die Mannschaft neu aufzubauen und stieg freiwillig aus der zweiten Spielstufe ab. 2003 wurde die 1b-Mannschaft Hallenmeister und erreichte sensationell das Cup-Semifinale. Darüber hinaus wurden die jungen Spielerinnen überlegen Meister der 1. Frauenklasse und stiegen damit wieder in die 2. Division Mitte auf. 2003 belegte die Mannschaft den sechsten und 2004/05 den vierten Platz der 2. Division Mitte.

## Erfolge

### Meistertitel
- Österreichischer Frauen-Meister: 1990, 1991, 1992, 1993, 1994, 1996, 1998, 1999
- Österreichischer Cupsieger: 1991, 1993, 1995, 1996, 1998, 1999
- Österreichischer Supercupsieger: 2001
- Oberösterreichischer Landesmeister: 1991, 1992, 1997, 1998, 1999, 2000, 2015 (jeweils mit der 1b-Mannschaft)
- Oberösterreichischer Pokalsieger: 2001, 2005 (1b-Mannschaft)

### Weitere Erfolge
- Österreichischer Vizemeister: 1987, 1988, 1989, 1995, 1997, 2000, 2005
- Österreichischer Pokalfinalist: 1997, 2001, 2003
- Supercupteilnehmer: 2003